# Chiquinho (Fußballspieler, 1989)
Francisco Sousa dos Santos, genannt Chiquinho, (* 27. Juli 1989 in Caxias) ist ein brasilianischer Fußballspieler. Der Linksfüßer wird auf der linken Abwehrseite oder im linken Mittelfeld eingesetzt.

## Karriere
Chiquinho begann seine Laufbahn unter anderem im Nachwuchsbereich von Atlético Mineiro in Belo Horizonte. 2009 schaffte er hier den Sprung in den Profikader. Am 28. Februar 2009 kam er gegen den Uberlândia EC in der Staatsmeisterschaft von Minas Gerais zu seinem ersten Einsatz. Im selben Wettbewerb gelang dem Spieler sein erstes Tor als Profi. Beim 2:1-Sieg über Villa Nova AC gelang ihm in der 84. Minute das Siegtor. Noch im selben Jahr kam er zu seinem ersten Einsatz im Ligabetrieb der Série A. Am 11. Juni 2009 spielte er von Beginn an bis zur Halbzeitpause gegen den FC Santos. Das Spiel auf internationaler Klubebene im selben Jahr dauerte für den Spieler nur 2. Minuten. In der Copa Sudamericana 2009 wurde er am 27. August im Spiel gegen den Goiás EC in der 88. Minute eingewechselt. Am Ende der Saison 2009 wurde er bis 2012 an verschiedene unterklassige Klubs ausgeliehen. Mitte 2012 wurde er fest von SC Corinthians übernommen. Bereits am Ende der Série A 2012 wechselte der Spieler erneut.
Seine nächste Station war 2013 der AA Ponte Preta. Mit diesem bestritt er in der Série A 2013 fast alle Spiele und erzielte seinen ersten Treffer in der obersten Spielklasse. Am 6. Juni 2010 im Spiel gegen Athletico Paranaense erzielte er in der 23. Minute das 1:0 (Entstand 2:3). Mit dem Klub erreichte er das Finale der Copa Sudamericana 2013. Hier unterlag man dem CA Lanús nach Hin- und Rückspiel 1:3. Am Ende des Jahres wechselte Chiquinho wieder den Klub. Sein Weg ging zum Fluminense FC.
Bei Fluminense bestritt Chiquinho in 2014 in verschiedenen Wettbewerben insgesamt 46 Spiele, in denen er ein Tor erzielte. Auch Fluminense verließ der Spieler am Saisonende wieder, um sich für 2015 dem FC Santos anzuschließen. Mit Santos konnte er 2015 mit dem Gewinn der Staatsmeisterschaft von São Paulo seinen ersten Titelgewinn feiern.
Am 6. Januar 2016 wurde bekannt, dass sich Chiquinho für die Saison 2016 CR Flamengo anschloss. Im Anschluss wechselte Chiquinho nach Japan. Er ging zu Shonan Bellmare, mit welchem er in der J2 League antrat. Bereits ein halbes Jahr später wechselte Chiquinho zum Ligarivalen Ōita Trinita. Am Ende des Jahres zog es ihn wieder zurück nach Brasilien. Für die Spiele in der Staatsmeisterschaft von Rio de Janeiro 2018 wurde er von AD São Caetano verpflichtet. Zu Beginn der Meisterschaftsrunde 2018 wurde Chiquinho vom Coritiba FC für die Série B verpflichtet. Nachdem er sich im August des Jahres einer Knieoperation unterziehen musste, kam er ab Mitte September wieder zu Einsätzen. Insgesamt lief er in 23 Spielen auf und erzielte zwei Tore. Nach Abschluss der Saison wurde sein Vertrag nicht verlängert. Chiquinho unterschrieb einen neuen Einjahres-Kontrakt bei Meizhou Hakka in der zweiten chinesischen Liga.
Bereits im Juni des Jahres verließ Chiquinho den Klub wieder. Er ging zurück nach Brasilien, wo er sich dem EC Vitória anschloss. Am Ende der Saison verließ Chiquinho und schloss sich dem Santa Cruz FC an. Im Februar 2021 verlängerte er seinen Vertrag mit dem Klub. Im Juni des Jahres wechselte Chiquinho wieder. Er ging in die VAE zum Dibba al-Fujairah Club. Ohne zu Einsätzen gekommen zu sein, kehrte Chiquinho nach einem Jahr wieder in seine Heimat zurück, wo er sich erneut Santa Cruz anschloss. Der Vertrag erhielt eine Laufzeit bis zum Ende der Série D 2022, mit der Option auf eine Verlängerung bis Ende 2023. Diese wurden nicht wahrgenommen und Chiquinho tingelt seit dem weiter durch unterklassige Klubs.

## Erfolge
Santos
- Staatsmeisterschaft von São Paulo: 2015